# Каан (Німеччина)
Каан (нім. Caan) — громада в Німеччині, розташована в землі Рейнланд-Пфальц. Входить до складу району Вестервальд. Складова частина об'єднання громад Рансбах-Баумбах.
Площа — 3,44 км2. Населення становить 694 осіб (станом на 31 грудня 2020).